# Acrodipsas
Acrodipsas là một chi bướm ngày trong họ Lycaenidae. Có 10 loài trong chi này:
- Acrodipsas arcana
- Acrodipsas aurata
- Acrodipsas brisbanensis
- Acrodipsas cuprea
- Acrodipsas decima
- Acrodipsas hirtipes
- Acrodipsas illidgei
- Acrodipsas melania
- Acrodipsas mortoni
- Acrodipsas myrmecophila
- Acrodipsas violacea

## Hình ảnh

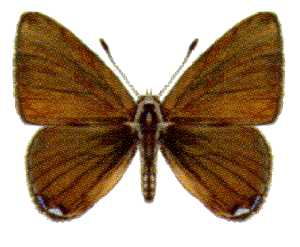
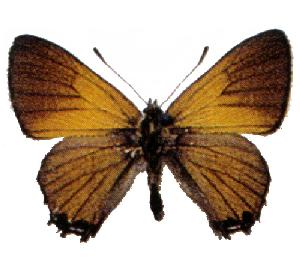